# Cặp đôi vượt thời gian
Cặp đôi vượt thời gian (tiếng Hàn: 고백 부부) là bộ phim truyền hình Hàn Quốc năm 2017 với sự tham gia của Son Ho-jun và Jang Na-ra. Được công chiếu vào ngày 13 tháng 10 năm 2017 và phát sóng vào mỗi thứ 6 và thứ 7 lúc 23:00 (KST) trên kênh KBS2.

## Nội dung
Choi Ban Do và Ma Jin Joo đều 38 tuổi, là một cặp vợ chồng trung niên. Choi Ban Do lo gánh nặng kiếm tiền còn Ma Jin Joo là một bà nội trợ luôn cảm thấy mặc cảm. Mặc dù họ đã từng yêu nhau rất nhiều khi kết hôn, nhưng giờ họ quyết định ly dị. Cả hai đều hối tiếc vì kết hôn ở tuổi quá trẻ như vậy. Bỗng hai vợ chồng vượt thời gian và thấy mình là sinh viên đại học 20 tuổi, thời điểm họ gặp nhau lần đầu tiên.

## Diễn viên

### Chính
- Son Ho-jun vai Choi Ban-do
- Jang Na-ra vai Ma Jin-joo

#### Phía Ban-do
- Heo Jung-min vai Ahn Jae-woo[3][4]

Bạn cùng lớp của Ban-do khoa kỹ thuật dân dụng. Anh được coi là một người nhẹ nhàng và hài hước, nhưng rồi đã bị thay đổi tính cách bởi người yêu (vai của Han Bo-reum).
- Lee Yi-kyung vai Go Dok-jae

Bạn cùng lớp của Ban-do khoa kỹ thuật dân dụng. Một người đàn ông có tính cách tươi sáng và quyến rũ, nhưng luôn được cho là ngớ ngẫn và có một chút điên rồ. 
- Go Bo-kyul vai Min Seo-young

Một vũ công ba lê mà Ban-do thầm thích, về sau cô từ từ mở lòng mình với anh.
- Im Ji-kyu vai Park Hyun-suk

Sếp tương lai của Ban-do trong quá khứ đanghọc tại trường y. Trong hiện tại, anh là giám đốc của một bệnh viện và thường có quan hệ tình cảm mờ ám với cấp dưới được xây dựng là vai phản diện.
- Kim Byeong-ok vai Choi Gi-il, cha Ban-do[5]
- Jo Ryun vai Kang Kyung-sook, mẹ Ban-do
- Go Eun-min vai Choi Ja-yeon

Chị gái của Ban-do. Cô hay bắt nạt em trai, nhưng cũng luôn ủng hộ cho em mình.

#### Phía Jin Ju
- Han Bo-reum vai Yoon Bo-reum

Bạn thân của Jin-joo. Một cựu cheerleader có tính cách thẳng thắng và tửu lượng cao.
- Jo Hye-jung vai Chun Seol

Bạn thân của Jin-joo. Cô gái có vẻ ngoài ngây thơ và dí dỏm, nhưng đôi lúc rất kỳ quặc thường nói những câu thâm thuý.
- Jang Ki-yong vai Jung Nam-gil

Một tiền bối nổi tiếng học cùng khoa lịch sử như Jin-joo. Anh để ý cô.
- Lee Byung-joon vai Ma Pan-suk, cha Jin-joo
- Kim Mi-kyung vai Go Eun-sook, mẹ Jin-joo
- Min Ji vai Ma Eun-joo

Chị gái của Jin-joo. Cô có tính cách vụng về, và rất yêu thương em gái mình.

### Cameo
- Jung Yun-ho[6]
- Lee Sang-min
- Lee Hwi

## Nhà sản xuất
Bộ phim được đạo diễn và viết kịch bản bởi đội ngũ từng sản xuất The Sound of Your Heart.

## Tỉ suất người
- Trong bảng này, các con số màu xanh đại diện cho xếp hạng thấp nhất và số đỏ tượng trưng cho xếp hạng cao nhất. NR cho biết bộ phim không xếp hạng trong Top 20 bảng xếp hạng hàng ngày.

| Tập #   | Ngày phát sóng            | Tỉ suất người xem | Tỉ suất người xem           | Tỉ suất người xem   | Tỉ suất người xem           |
| Tập #   | Ngày phát sóng            | TNmS Ratings      | TNmS Ratings                | AGB Nielsen Ratings | AGB Nielsen Ratings         |
| Tập #   | Ngày phát sóng            | Nationwide        | Seoul National Capital Area | Nationwide          | Seoul National Capital Area |
| ------- | ------------------------- | ----------------- | --------------------------- | ------------------- | --------------------------- |
| 1       | ngày 13 tháng 10 năm 2017 | 5.2% (20th)       | 5.5% (19th)                 | 4.6% (NR)           | 5.3% (NR)                   |
| 2       | ngày 14 tháng 10 năm 2017 | 6.1% (NR)         | 6.4% (13th)                 | 6.0% (NR)           | 6.6% (15th)                 |
| 3       | ngày 20 tháng 10 năm 2017 | 4.9% (NR)         | 5.5% (20th)                 | 5.2% (NR)           | 5.4% (NR)                   |
| 4       | ngày 21 tháng 10 năm 2017 | 5.3% (NR)         | 6.0% (16th)                 | 4.8% (NR)           | 5.5% (NR)                   |
| 5       | ngày 27 tháng 10 năm 2017 | 5.3% (NR)         | 5.4% (19th)                 | 5.5% (19th)         | 5.8% (20th)                 |
| 6       | ngày 28 tháng 10 năm 2017 | 5.2% (NR)         | 5.6% (14th)                 | 5.5% (NR)           | 6.0% (20th)                 |
| 7       | ngày 3 tháng 11 năm 2017  | 6.1% (18th)       | 6.3% (17th)                 | 5.8% (17th)         | 5.8% (18th)                 |
| 8       | ngày 4 tháng 11 năm 2017  | 5.5% (19th)       | 6.3% (12th)                 | 6.7% (12th)         | 7.1% (12th)                 |
| 9       | ngày 10 tháng 11 năm 2017 | 6.9% (17th)       | 7.3% (14th)                 | 6.5% (16th)         | 6.4% (15th)                 |
| 10      | ngày 11 tháng 11 năm 2017 | 6.9% (12th)       | 7.9% (6th)                  | 6.0% (18th)         | 5.5% (20th)                 |
| 11      | ngày 17 tháng 11 năm 2017 | 6.6% (17th)       | 7.0% (15th)                 | 5.4% (20th)         | 5.7% (19th)                 |
| 12      | ngày 18 tháng 11 năm 2017 | 7.6% (10th)       | 7.9% (6th)                  | 7.3% (11th)         | 7.6% (11th)                 |
| Average | Average                   | %                 | %                           | %                   | %                           |